# Spinturnix mystacina
Espèce
Synonymes
- Diplostaspis mystacinus Kolenati, 1857 (protonyme)
- Spinturnix mystacinus (Kolenati, 1857)

Spinturnix mystacina, ou S. mystacinus, est une espèce d'acariens de la famille des Spinturnicidae, ectoparasite de chauves-souris.

## Hôtes
Parmi les hôtes connus, on recense le Murin à moustaches (Myotis mystacinus), le Murin de Brandt (M. brandtii), le Murin d'Alcathoé (M. alcathoe), le Murin des marais (M. dasycneme), le Grand Murin (M. myotis), la Sérotine commune (Eptesicus serotinus), la Sérotine bicolore (Vespertilio murinus), la Noctule commune (Nyctalus noctula) et l'Oreillard roux (Plecotus auritus). L'espèce parasite également la  Pipistrelle de Nathusius (Pipistrellus nathusii), le Petit Rhinolophe (Rhinolophus hipposideros) et le Murin de Natterer (Myotis nattereri),.

## Taxinomie et systématique
Dans une étude moléculaire étudiant les relations entre les Spinturnicidae et leurs hôtes, S. mystacina est rapproché de S. helvetiae et S. acuminata, tous deux parasites de noctules (Nyctalus).